# Adam Raška
Adam Raška (* 25. září 2001 Frýdek-Místek) je český hokejový útočník.

## Statistiky

### Klubové statistiky
| Sezóna     | Klub               | Soutěž     |     | Základní část | Základní část | Základní část | Základní část | Základní část |   | Play off | Play off | Play off | Play off | Play off |
| Sezóna     | Klub               | Soutěž     | Z   | G             | A             | B             | TM            | Z             | G | A        | B        | TM       |          |          |
| 2017–18    | HC Oceláři Třinec  | ČHL        | 2   | 0             | 0             | 0             | 0             | —             | — | —        | —        | —        |          |          |
| 2017–18    | HC Frýdek-Místek   | 1. ČHL     | 13  | 2             | 1             | 3             | 14            | —             | — | —        | —        | —        |          |          |
| 2018–19    | HC Oceláři Třinec  | ČHL        | 7   | 1             | 0             | 1             | 2             | —             | — | —        | —        | —        |          |          |
| 2018–19    | HC Frýdek-Místek   | 1. ČHL     | 25  | 3             | 2             | 5             | 55            | —             | — | —        | —        | —        |          |          |
| 2019–20    | Rimouski Océanic   | QMJHL      | 63  | 34            | 23            | 57            | 32            | 5             | 3 | 2        | 5        | 2        |          |          |
| 2020–21    | HC Oceláři Třinec  | ČHL        | 2   | 0             | 0             | 0             | 0             | —             | — | —        | —        | —        |          |          |
| 2020–21    | HC Frýdek-Místek   | 1. ČHL     | 11  | 0             | 1             | 1             | 12            | —             | — | —        | —        | —        |          |          |
| 2020–21    | Rimouski Océanic   | QMJHL      | 22  | 12            | 13            | 25            | 30            | 8             | 3 | 3        | 6        | 18       |          |          |
| 2021–22    | San Jose Barracuda | AHL        | 49  | 5             | 9             | 14            | 57            | —             | — | —        | —        | —        |          |          |
| 2021–22    | San Jose Sharks    | NHL        | 5   | 0             | 0             | 0             | 7             | —             | — | —        | —        | —        |          |          |
| 2022–23    | San Jose Barracuda | AHL        | 54  | 4             | 7             | 11            | 121           | —             | — | —        | —        | —        |          |          |
| 2022–23    | San Jose Sharks    | NHL        | 3   | 0             | 0             | 0             | 0             | —             | — | —        | —        | —        |          |          |
| 2023–24    | Iowa Wild          | AHL        | 49  | 3             | 4             | 7             | 94            | —             | — | —        | —        | —        |          |          |
| 2023–24    | San Jose Barracuda | AHL        | 7   | 0             | 0             | 0             | 4             | —             | — | —        | —        | —        |          |          |
| 2023–24    | Minnesota Wild     | NHL        | 5   | 0             | 0             | 0             | 0             | —             | — | —        | —        | —        |          |          |
| 2024–25    | Iowa Wild          | AHL        | 56  | 5             | 9             | 14            | 83            | —             | — | —        | —        | —        |          |          |
| ČHL celkem | ČHL celkem         | ČHL celkem | 11  | 1             | 0             | 1             | 2             | —             | — | —        | —        | —        |          |          |
| NHL celkem | NHL celkem         | NHL celkem | 13  | 0             | 0             | 0             | 7             | —             | — | —        | —        | —        |          |          |
| AHL celkem | AHL celkem         | AHL celkem | 215 | 17            | 29            | 46            | 359           | —             | — | —        | —        | —        |          |          |

### Reprezentační statistiky
| Rok                           | Tým                           | Soutěž                        | Z  | G | A | B | TM |
| ----------------------------- | ----------------------------- | ----------------------------- | -- | - | - | - | -- |
| 2018                          | Česko 18                      | HGC                           | 4  | 0 | 3 | 3 | 16 |
| 2019                          | Česko 18                      | U18                           | 5  | 1 | 1 | 2 | 4  |
| 2020                          | Česko 20                      | MSJ                           | 5  | 0 | 0 | 0 | 0  |
| 2021                          | Česko 20                      | MSJ                           | 4  | 0 | 1 | 1 | 6  |
| Juniorská reprezentace celkem | Juniorská reprezentace celkem | Juniorská reprezentace celkem | 18 | 1 | 5 | 6 | 26 |

## Reprezentace
- Mistrovství světa juniorů v ledním hokeji 2020